# 1913
1913 is een jaartal volgens de christelijke jaartelling.

## Gebeurtenissen
januari

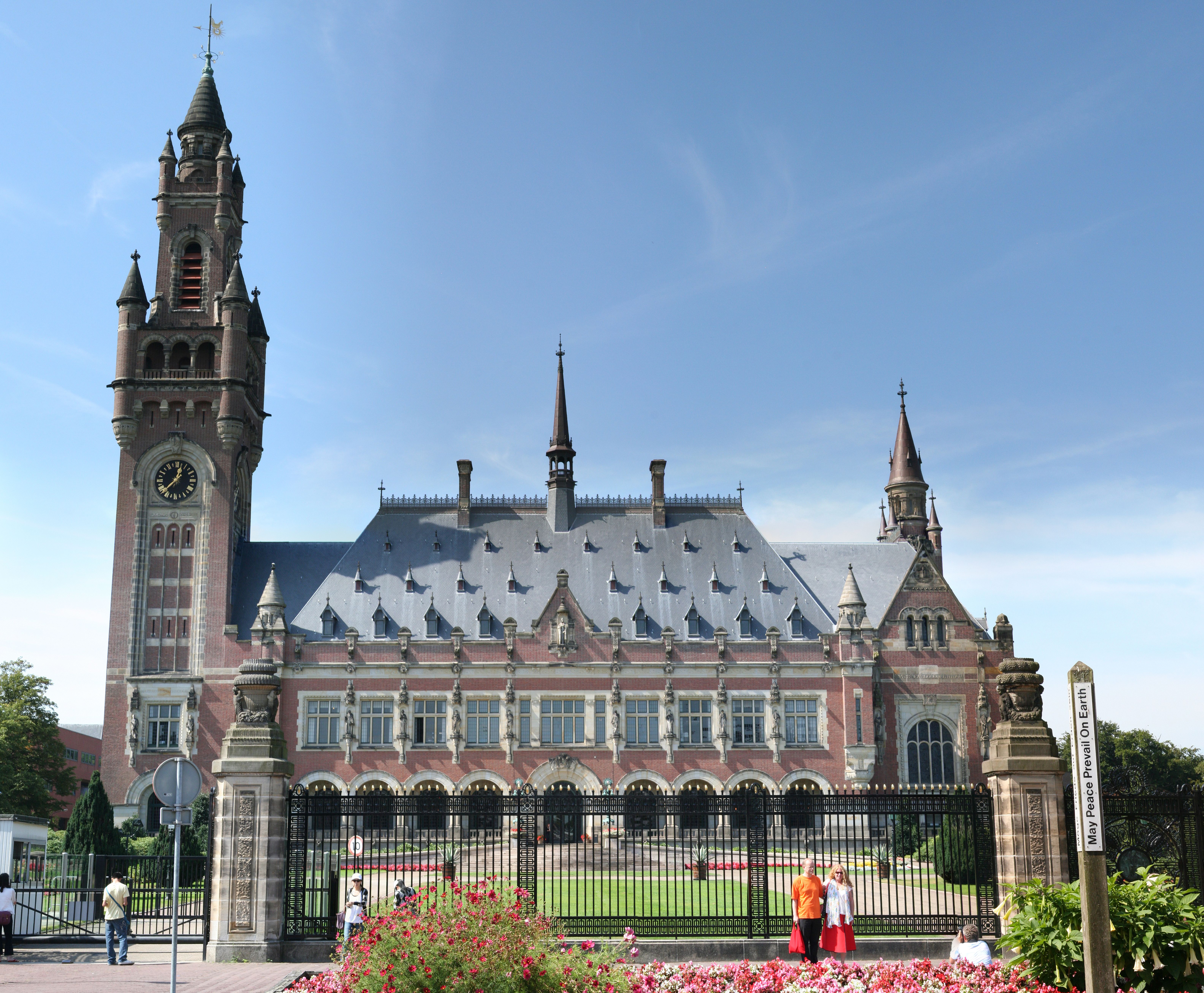
Vooraanzicht Vredespaleis, Louis M. Cordonnier, geopend 28 augustus 1913

- 15 - Een nieuwe radiotoren bij Berlijn maakt de eerste draadloze verbinding tussen Berlijn en New York mogelijk.
- 17 - Raymond Poincaré wordt president van de Derde Franse Republiek. Hij volgt Armand Fallières op.
- 23 - De Osmaanse grootvizier Mehmed Kamil Pasja wordt tot aftreden gedwongen door de beweging van de Jong Turken onder Enver Pasja, die een driemanschap vormt met Talaat Pasja en Djemal Pasja.
- 24 - De Catalaanse taalkundige Pompeu Fabra i Poch publiceert de Ortografía Catalana, een geheel van spellingsregels voor de Catalaanse taal. Dit feit wordt gezien als de wedergeboorte van het Catalaans.
- 24 - De Zwitserse piloot Oskar Bider vliegt van Pau naar de Spaanse hoofdstad Madrid met een vliegtuig van het type Blériot XI, waarmee hij de geschiedenis in gaat als de eerste persoon die de Pyreneeën overvliegt.
- 30 - (Balkan) - Na het vastlopen van de vredesonderhandelingen laait de oorlog op de Balkan weer op.

februari
- 2 - In New York wordt het grootste trein-station ter wereld geopend: het Grand Central Station.
- 3 - Delaware ratificeert als 36e staat het 16e amendement op de Grondwet van de Verenigde Staten, dat daarmee van kracht wordt en de federale overheid het recht geeft om inkomstenbelasting en vennootschapsbelasting te heffen.
- 3 - Rudolf Steiner sticht in Berlijn het Antroposofisch Genootschap.
- 3 In Amsterdam eindigt na vier weken een typografenstaking die onder meer de meeste krantebedrijven heeft lamgelegd. De typografen krijgen een loonsverhoging, en de ontslagen stakers worden teruggenomen.
- 9 tot 18 - Decena trágica in Mexico: negen dagen van hevige gevechten in Mexico City tussen aanhangers van de regering en van de oude dictator Porfirio Diaz.
- 17 - In New York wordt de Armory Show geopend, die voor het eerst in de Verenigde Staten de Amerikaanse en Europese kunst tentoonstelt.
- 18 - Francisco I. Madero wordt afgezet als president van Mexico door zijn stafchef Victoriano Huerta met steun van de Amerikaanse ambassadeur Henry Lane Wilson. Zijn broer Gustavo A. Madero wordt door Federale soldaten gelyncht, en vier dagen later wordt Madero zelf vermoord.
- 19 - Britse reder krijgt opdracht wijzigingen aan te brengen aan RMS Lusitania.
- 27 - De vereniging Natuurmonumenten kan door giften en obligaties een deel van de Oisterwijkse Bossen en Vennen aankopen en zo de bouw van een villadorp verhinderen.

maart
- 1 - Het Britse stoomschip Calvados vergaat in een sneeuwstorm in de Zee van Marmora. Meer dan 200 opvarenden komen om het leven.
- 11 -De Italiaanse kunstschilder Luigi Russolo publiceert zijn futuristisch manifest L'arte dei rumori.
- 18 - (Griekenland) - Kroonprins Constantijn wordt opvolger van zijn vader George I, die in Saloniki (Thessaloniki) het slachtoffer wordt van een aanslag.
- 24 - Het "wonder van Houtrust": het Nederlands voetbalelftal wint voor het eerst van Engeland. In Den Haag wordt het 2-1 door twee doelpunten van Huug de Groot.
- 30 - Johan Burgers in 's-Heerenberg stelt zijn menagerie open voor publiek.

april
- 6 - (België) - Opening Wereldtentoonstelling van 1913
- 14 - 24 (België) - Staking voor de invoering van het algemeen enkelvoudig stemrecht.
- 16 - (Frans-Equatoriaal-Afrika) - De arts en theoloog Albert Schweitzer opent in Lambaréné een tropenhospitaal.
- 16 - De Belgische militaire vliegers krijgen hun eigen legeronderdeel: 
Compagnie d'Aviateurs in Brasschaat.
- 29 - Het octrooi op de ritssluiting is een feit.

mei
- 2 - In Amsterdam wordt de tentoonstelling De Vrouw 1813-1913, over de veranderde positie van de vrouw, geopend.
- 3 - Met de speelfilm Raja Harishchandra gaat de Indiase filmindustrie Bollywood van start.
- 12 - Na een aanbod voor een rol door de Keystone Film Company begint Charlie Chaplin zijn carrière als ster-komediant van de stomme film.
- 16 - In de buurt van Eberswalde (Brandenburg) wordt door bouwvakkers een enorme goudschat gevonden.
- 17 - De Eerste Balkanoorlog tussen de Balkanbond (bestaande uit Bulgarije, Griekenland, Montenegro en Servië) en het aangevallen Osmaanse rijk loopt tot een eind, waarbij massaal Turkse burgers verdreven worden uit het Europese continent.
- 25 - (Oostenrijk-Hongarije) - Kolonel Alfred Redl wordt door de geheime dienst, die bang is voor het schandaal van een spionageproces, gedwongen zelfmoord te plegen.
- 25 - Paul Deman wint de eerste Ronde van Vlaanderen.
- 28 - (België) - Minister van Oorlog Charles de Broqueville voert veralgemeende dienstplicht in om het leger van 180.000 naar 340.000 manschappen te brengen.
- 28 - Drie Fransen bereiken met een ballon als eersten een hoogte van meer dan 10.000 meter.
- 29 - In Parijs gaat het ballet Le sacre du printemps van Igor Stravinsky in première.
- 30 - Met het Verdrag van Londen komt er een einde aan de Eerste Balkanoorlog. Het Ottomaanse Rijk moet het leeuwendeel van zijn Europese gebied aan de Balkanstaten afstaan.

juni
- 6 - Tijdens de Epsom Derby werpt de suffragette Emily Davison zich voor het paard van de koning en wordt dodelijk gewond.
- 13 - De Markies van Salamanca wint in een Rolls-Royce de eerste Grote Prijs van Spanje.
- 17 - Begin van de laatste reis van de Karluk, een oude walvisvaarder op een Canadese arctische expeditie.
- 29 - Uit onvrede over de gebiedswinst van Bulgarije begint de Tweede Balkanoorlog, en vallen Servië en Griekenland Bulgarije aan. Ook het Ottomaanse Rijk begeeft zich in de oorlog om het verlies van de Eerste Balkanoorlog te compenseren.
- 29 - (Frankrijk) - Henri Desgrange introduceert bij de Ronde van Frankrijk het dragen van de gele trui. Winnaar van de Tour in dit jaar is de Belg Philippe Thys.
- (België) - Regeringsleider Charles de Broqueville belooft tweetaligheid van het officierenkorps om de katholieken tegemoet te komen.

juli
- 1 - Officiële oprichting in Nederland van de Luchtvaartafdeling van de Koninklijke Landmacht. De afdeling zal uitsluitend worden uitgerust met vliegtuigen, van de aanschaf van luchtballons is afgezien.
- 5 - Voor het eerst reist de socialistische leider Pieter Jelles Troelstra naar Paleis Het Loo om advies uit te brengen over de kabinetsformatie. Hij geeft koningin Wilhelmina in overweging om een coalitie uit de burgerlijke partijen te laten samenstellen.
- 5 - (Groot-Brittannië) - Anthony F. Wilding (bij de mannen) en Dorothea Lambert-Chambers (dames) winnen wederom Wimbledon.
- 6 - De Franse atleet Jean Bouin verbetert in Stockholm het wereldrecord op de uurloop naar 19.021.
- 10 - In Death Valley, Californië, wordt een temperatuur in de schaduw gemeten van 57 °C. Dit is tot op heden de hoogste op aarde gemeten temperatuur.
- 19 - In een vergadering van partijbestuur en Kamerfractie wijst de top van de SDAP het voorstel af van formateur Dirk Bos om met drie ministers toe te treden tot een meerderheidsregering. De socialisten zullen 26 jaar moeten wachten op een nieuwe uitnodiging.
- 31 - In België wordt het Koninklijk Meteorologisch Instituut opgericht (KMI).

augustus
- 7 - De Franse Nationale Vergadering gaat akkoord met de verlenging van de dienstplicht wegens de oorlogsdreiging van twee naar drie jaar.
- 10 - De Vrede van Boekarest maakt een einde aan de Tweede Balkanoorlog, waarbij het Osmaanse Rijk grote delen van de Balkan verliest.
- 13 - Het eerste roestvaste staal wordt gegoten door Harry Brearley in het laboratorium Brown-Firth.
- 16 - In de autofabrieken van Henry Ford leiden de eerste proeven met lopende band-productie tot productiestijgingen van 400 procent.
- 18 - De wereldvoetbalbond FIFA voert een nieuwe regel in bij het voetballen: bij vrije trappen moet de tegenstander minimaal 10 yard (9,15 meter) afstand bewaren.
- 22 - De film Der Student von Prag van Stellan Rye, met Paul Wegener in de hoofdrol, heeft groot succes bij de première in Berlijn.
- 23 - In Berlijn wordt de International Amateur Athletic Federation (IAAF) opgericht. Dat maakt het onder meer mogelijk een wereldrecord officieel te laten registreren.
- 28 - Koningin Wilhelmina opent het Vredespaleis.
- 29 - In Nederland wordt het kabinet-Cort van der Linden beëdigd. Het is een extra-parlementair kabinet waarvan de leden van liberale signatuur zijn.
- 31 - In Eindhoven wordt voetbalclub PSV opgericht.
- 31 - In Oppau wordt de ammoniakfabriek van de Badische Anilin- und SodaFabriken (BASF) in bedrijf genomen. In 1909 had de Duitse geleerde Fritz Haber de ammoniaksynthese uitgevonden.

september
- 8 - Het tot dusverre grootste luchtschip, de L2, vertrekt voor de eerste proefvlucht. Het is 260 meter lang en wordt aangedreven door vier motoren van 205 pk.
- 11 - De cholera-epidemie die over Midden-Europa raast, bereikt een hoogtepunt.
- 20 - Op de partijvergadering van de SPD worden Hugo Haase en Friedrich Ebert als opvolger gekozen van de overleden partijvoorzitter August Bebel.

oktober
- 9 - Het Canadese passagiersstoomschip Volturno van de rederij Canadian Northern Steamships wordt, op weg van Halifax naar Rotterdam, door brand getroffen en verwoest. Hierbij komen 135 opvarenden om het leven.
- 14 - In Senghenydd bij Caerphilly vallen bij een mijnramp 439 doden. Het is de grootste mijnramp uit de geschiedenis van het Verenigd Koninkrijk en wereldwijd de op zes na grootste ooit.

november
- 3 - Adolphe Pégoud komt zijn vliegkunsten demonstreren op het vliegveld Sint-Denijs-Westrem, ter afsluiting van de Wereldtentoonstelling van Gent.
- 4 - (Rusland) - Tsaar Nicolaas II keurt Groot Militair Programma goed.
- 5 - Koning Lodewijk III van Beieren wordt gekroond.
- 10 - Het eerste college wordt gegeven op de Nederlandsche Handels-Hoogeschool (NNH), nu de Erasmus School of Economics (Erasmus Universiteit Rotterdam).

december
- 10 - Rabindranat Tagore uit India krijgt de Nobelprijs voor literatuur. Hij is de eerste niet-Europeaan die deze prijs in ontvangst mag nemen.
- 11 - Het Rotterdamsch Studenten Corps wordt opgericht.
- 19 - De Amerikaanse zwaargewicht-bokser Jack Johnson verdedigt zijn wereldtitel tegen zijn landgenoot Jim Johnson met een onbesliste partij.
- 21 - De bijlage van de krant New York World bevat de eerste kruiswoordpuzzel, een idee van redacteur Arthur Wynne.
- 23 - De Amerikaanse president Wilson bekrachtigt de Federal Reserve Bill, die voorziet in de stichting van twaalf Federal Reservebanken.
- 24 - Een trein ontspoort nabij de Nederlandse plaats Hooghalen. Er vallen 5 doden.

zonder datum
- Italië sluit geheime marineconventie met Oostenrijk-Hongarije.
- Koning Albert I van België bezoekt Duitsland en Frankrijk om neutraliteit van zijn land te onderstrepen.
- (Verenigd Koninkrijk) - Bertrand Russell voltooit samen met Alfred Whitehead de Principia Mathematica.
- (Duitsland) - breidt zijn leger uit tot 800.000 manschappen.

## Muziek
- De Finse componist Jean Sibelius componeert Barden, opus 64
- Claude Debussy componeert het ballet Jeux
- Billy Murray and the American Quartet brengen een succesvolle vertolking uit van het in 1912 geschreven It's a long way to Tipperary.

### Premières
- 18 januari: Notre Dame uit Impressions pour le piano en Vandliljen uit Akvareller van Alf Hurum; tevens Romance voor viool en piano van Judith Heber.
- 23 februari: Gurre-Lieder van Arnold Schönberg
- 4 maart: Christmas eve van Arnold Bax
- 3 april: Le festin de l'araignée van Albert Roussel
- 13 april: Marche Tartare van Alf Hurum
- 15 mei: Jeux van Claude Debussy
- 29 mei: Le Sacre du printemps van Igor Stravinsky in het Théâtre des Champs-Élysées in Parijs
- 18 juni: Strijksextet van Frank Bridge
- 23 september: Dance of wild irravel van Arnold Bax
- 23 oktober: On hearing the first cuckoo in spring en Summer night on the river van Frederick Delius
- 7 november: Drie miniaturen voor pianotrio (waarschijnlijk de eerste twee sets) van Frank Bridge
- 29 november: Strijkkwartet van Alf Hurum
- 29 november: Sonate voor viool en piano van David Monrad Johansen
- 13 december: Strijkkwartet nr. 1 van Anders Heyerdahl

## Beeldende kunst

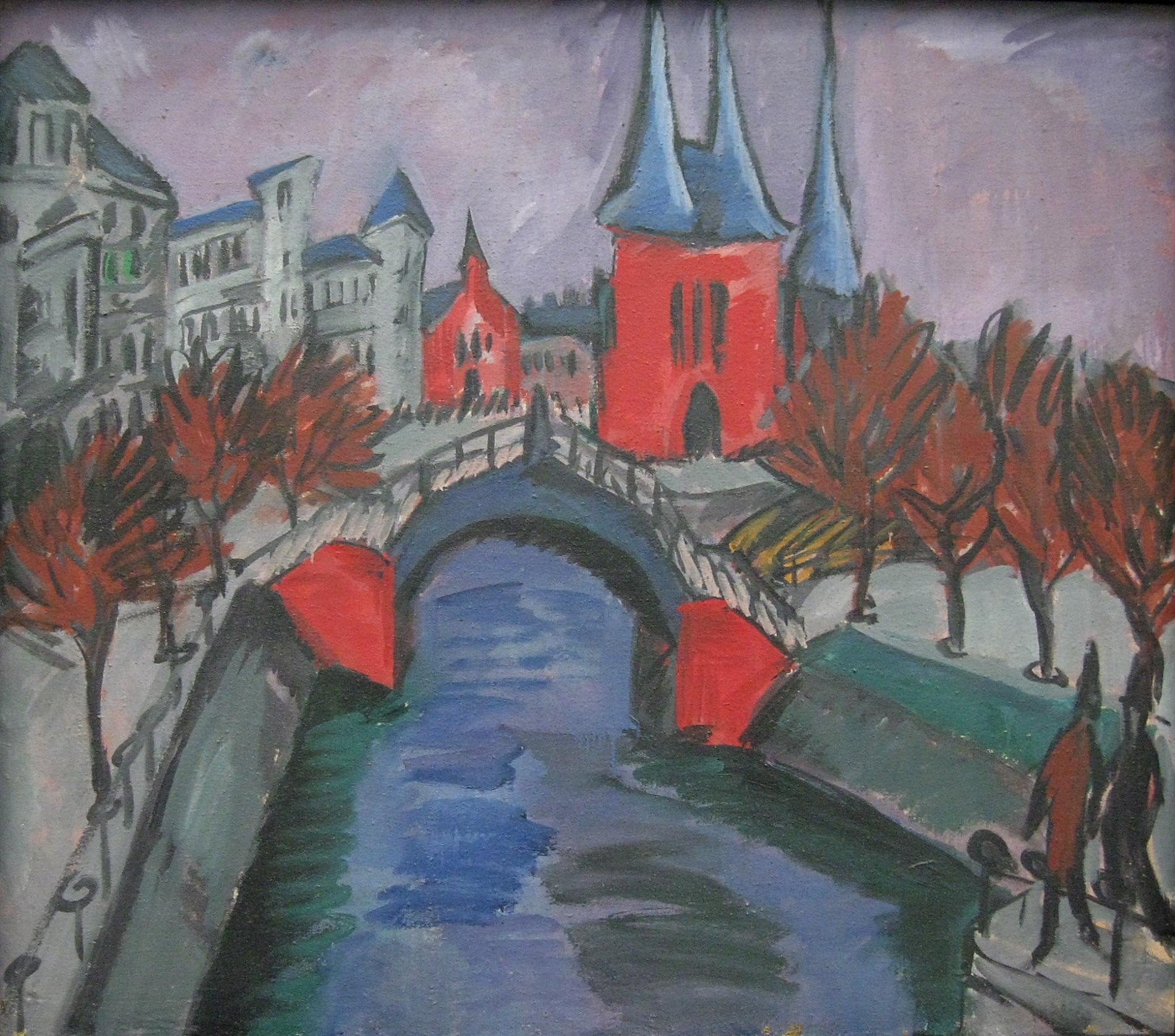
Elisabethufer (1913) Ernst Ludwig Kirchner, Pinakothek der Moderne, München
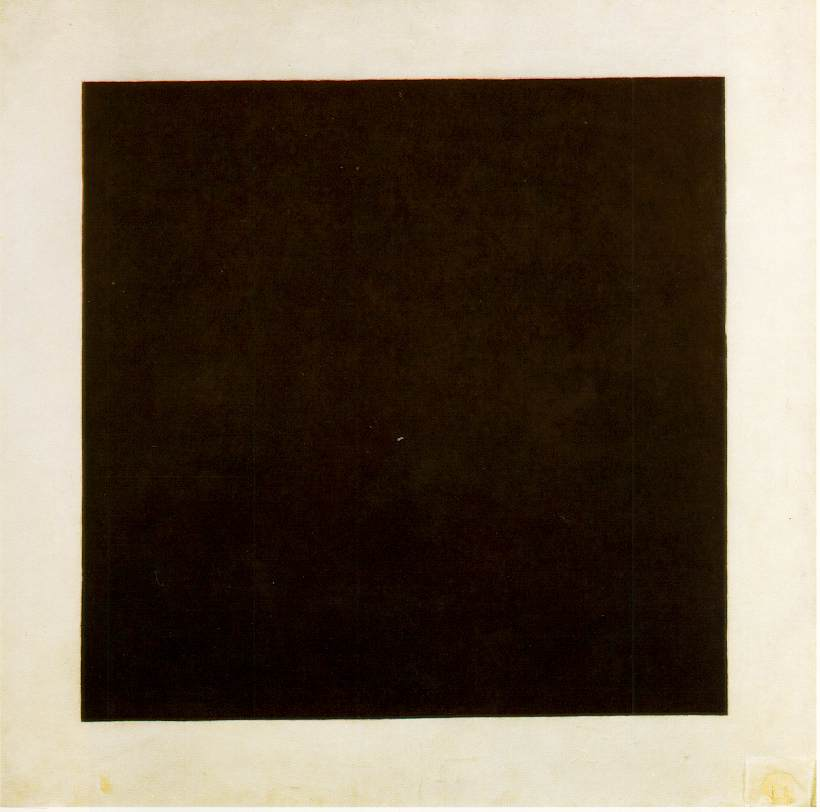
Zwart vierkant (1913) Kazimir Malevitsj, Russisch Museum
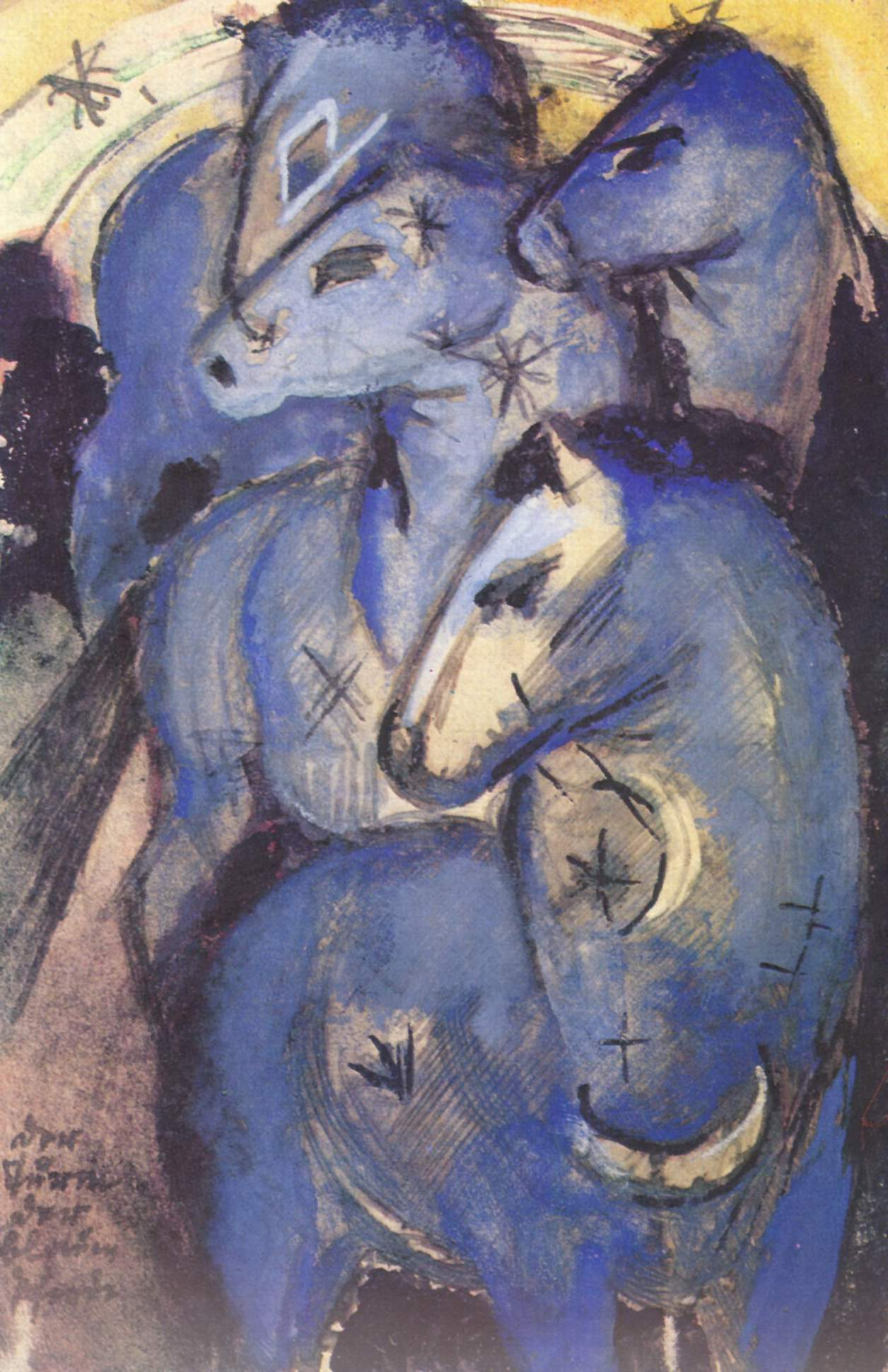
Der Turm der blauen Pferde (1913) Franz Marc

## Bouwkunst
- In New York wordt het 55 verdiepingen tellende Woolworth Building opgeleverd. Het is 232 meter hoog en zal een kwart eeuw lang het hoogste gebouw ter wereld zijn.
- (Nederland) - In Rotterdam wordt een begin gemaakt met de bouw van de Van Nelle-fabriek, waarvan stijl en opzet internationale aandacht trekken. Het ontwerp van de architecten Brinkmann en Van der Vlugt wordt in 1931 voltooid.

## Geboren

### januari
- 1 - Shih Kien, Hongkongs acteur (overleden 2009)
- 2 - Anna Lee, Engels actrice (overleden 2004)
- 4 - Fred Degazon, eerste president van Dominica (overleden 2008)
- 4 - Malietoa Tanumafili II, staatshoofd van Samoa (overleden 2007)
- 5 - Jack Haig, Engels acteur (overleden 1989)
- 6 - Loretta Young, Amerikaans actrice (overleden 2000)
- 9 - Richard Nixon, 37ste president van de Verenigde Staten (overleden 1994)
- 10 - Franco Bordoni, Italiaans piloot en autocoureur (overleden 1975)
- 10 - Gustáv Husák, Tsjecho-Slowaaks politicus (overleden 1991)
- 10 - Mehmet Shehu, Albanees politicus (overleden 1981)
- 14 - Lex Metz, Nederlands fotograaf, grafisch ontwerper en illustrator (overleden 1986)
- 15 - Eugène Brands, Nederlands kunstschilder (overleden 2002)
- 15 - Lloyd Bridges, Amerikaans acteur (overleden 1998)
- 19 - Jan Linssen, Nederlands voetballer (overleden 1995)
- 19 - Oscar Naert, Belgisch atleet (overleden 1944)
- 20 - Odd Frantzen, Noors voetballer (overleden 1977)
- 20 - Tollien Schuurman, Nederlands atlete (overleden 1994)
- 22 - Henry Bauchau, Belgisch schrijver (overleden 2012)
- 23 - Jean-Michel Atlan, Joods-Frans kunstschilder (overleden 1960)
- 24 - Jenny Kastein, Nederlands zwemster (overleden 2000)
- 25 - Witold Lutosławski, Pools componist (overleden 1994)
- 26 - Jimmy Van Heusen, Amerikaans componist (overleden 1990)

### februari
- 1 - Karel Nort, Nederlands radio-journalist en filmregisseur (overleden 1981)
- 4 - Rosa Parks, Amerikaans burgerrechtenactiviste (overleden 2005)
- 6 - Mary Leakey, Brits archeologe en ontdekster van het eerste Proconsul-skelet (overleden 1996)
- 10 - Douglas Slocombe, Engels cameraman (overleden 2016)
- 12 - Tony Bell (= Antoine Vancluysen) ), Vlaams acteur, zanger en komiek (overleden 2006)
- 14 - Ab Visser, Nederlands schrijver (overleden 1982)
- 15 - Willy Vandersteen, Belgisch striptekenaar (overleden 1990)
- 20 - Steven Mathijs Snouck Hurgronje, Nederlands burgemeester (overleden 1998)
- 25 - Gert Fröbe, Duits acteur (overleden 1988)
- 26 - Map Tydeman, Nederlands burgemeester (overleden 2008)
- 27 - Paul Ricœur, Frans filosoof (overleden 2005)

### maart
- 1 - Ralph Ellison, Afro-Amerikaans schrijver (overleden 1994)
- 2 - Godfried Bomans, Nederlands schrijver (overleden 1971)
- 2 - Duke Nalon, Amerikaans autocoureur (overleden 2001)
- 4 - Marina van der Es-Siewers, Nederlands oudste inwoner (overleden 2024)
- 9 - Gerda Brautigam, Nederlands journaliste en politica (overleden 1982)
- 13 - Olga Jordan, Duits schoonspringster (overleden 2000)
- 13 - Sergej Michalkov, Russisch kinderboekenschrijver (overleden 2009)
- 13 - Ward Schroeven, Belgisch atleet (overleden 2001)
- 15 - Lex Goudsmit, Nederlands acteur (overleden 1999)
- 15 - Gerard van Waes, Nederlands burgemeester (overleden 2009)
- 16 - Rudi Schuricke, Duits schlagerzanger en acteur (overleden 1973)
- 18 - Leonie Tholen, Nederlands schoonspringster (overleden 2012)
- 21 - Ali Kurt Baumgarten, Duits kunstschilder (overleden 2009)
- 30 - Frankie Laine, Amerikaans zanger (overleden 2007)

### april
- 3 - Per Borten, Noors premier (overleden 2005)
- 3 - Willem Jacob Verdenius, Nederlands classicus (overleden 1998)
- 11 - Oleg Cassini, Amerikaans modeontwerper (overleden 2006)
- 13 - David Albritton, Amerikaans atleet (overleden 1994)
- 14 - Jean Fournet, Frans dirigent (overleden 2008)
- 19 - Dolly Bouwmeester, Nederlands actrice (overleden 1986)
- 19 - Ken Carpenter, Amerikaans atleet (overleden 1984)
- 20 - Gregorio Hernandez jr., Filipijns minister van onderwijs (overleden 1957)
- 24 - Jan Verbeeck, Belgisch operazanger (overleden 2005)
- 27 - Philip Abelson, Amerikaans natuurkundige (overleden 2004)
- 27 - Luz Long, Duits atleet (overleden 1943)
- 28 - Walter Crook, Engels voetballer en voetbalcoach (overleden 1988)
- 28 - Adri van Es, Nederlands vice-admiraal en politicus (overleden 1994)
- 28 - Joop Geesink, Nederlands filmproducent (overleden 1984)
- 29 - Ed Ablowich, Amerikaans atleet (overleden 1998)
- 29 - Charles Aerts, Nederlands impresario, theaterproducent en (opera)zanger (overleden 2007)

### mei
- 1 - Ger de Roos, Nederlands pianist, accordeonist en orkestleider (The Rascals) (overleden 1994)
- 4 - Catharina van Griekenland en Denemarken, Grieks prinses (overleden 2007)
- 4 - Adolf Lang, Duits autocoureur (overleden 1993)
- 5 - Edwin Gustaaf Wijngaarde, Surinaams medicus en politicus (jaar van overlijden onbekend)
- 7 - Alfred Van Roy, Belgisch ondernemer (overleden 2009)
- 7 - Teodoro Valencia, Filipijns journalist en columnist (overleden 1987)
- 10 - Kees Pellenaars, Nederlands wielrenner en ploegleider (overleden 1988)
- 20 - Teodoro Fernández, Peruviaans voetballer (overleden 1996)
- 17 - Waldemar de Brito, Braziliaans voetballer (overleden 1979)
- 20 - William Hewlett, Amerikaans medeoprichter van Hewlett-Packard (overleden 2001)
- 22 - Dominique Rolin, Belgisch schrijfster (overleden 2012)
- 23 - Carlos Rafael Rodríguez, Cubaans politicus (overleden 1997)
- 24 - Peter Ellenshaw, Engels/Amerikaans special effectsontwerper (overleden 2007)
- 25 - Brownie Wise, Amerikaanse zakenvrouw (overleden 1992)
- 28 - Peter Mitchell-Thomson, Brits pair en autocoureur (overleden 1963)
- 31 - Peter Frankenfeld, Duits presentator, acteur, zanger en entertainer (overleden 1979)

### juni
- 1 - Bill Deedes, Brits politicus en journalist (overleden 2007)
- 8 - Alida "Majoor" Bosshardt, Nederlands officier van het Leger des Heils (overleden 2007)
- 9 - Theo Van den Bosch, Vlaams acteur en komiek (overleden 1995)
- 12 - Lando van den Berg, Nederlands priester, beeldhouwer, glazenier, monumentaal kunstenaar, schilder en docent (overleden 1969)
- 14 - Adriaan Zaanen, Nederlands wiskundige en hoogleraar (overleden 2003)
- 19 - Susanne Heynemann, Nederlands typografe en grafisch vormgeefster (overleden 2009)
- 19 - Helene Madison, Amerikaans zwemster (overleden 1970)
- 21 - Luis Taruc, Filipijns communist en leider van de Hukbalahap (overleden 2005)
- 23 - Sverre Hansen, Noors voetballer (overleden 1974)
- 23 - William P. Rogers, Amerikaans republikeins politicus (overleden 2001)
- 24 - Heinrich Hollreiser, Duits dirigent (overleden 2006)
- 25 - Henk van Spaandonck, Nederlands voetballer (overleden 1982)
- 26 - Aimé Césaire, Frans/Martinikaans dichter, toneelschrijver, essayist en politicus (overleden 2008)
- 26 - Maurice Wilkes, Brits informaticus (overleden 2010)

### juli
- 6 - Jiří Hájek, Tsjecho-Slowaaks politicus, diplomaat en hoogleraar (overleden 1993)
- 8 - Roberto Gomes Pedrosa, Braziliaans voetbaldoelman (overleden 1954)
- 11 - Kofi Abrefa Busia, Ghanees premier (overleden 1978)
- 12 - Willis Lamb, Amerikaans natuurkundige en Nobelprijswinnaar (overleden 2008)
- 12 - Piet Smet, Belgisch atleet (overleden 1980)
- 13 - Mærsk Mc-Kinney Møller, Deens scheepvaartmagnaat en ondernemer (overleden 2012)
- 14 - Gerald Ford, 38ste president van de Verenigde Staten (overleden 2006)
- 14 - René Llense, Frans voetbaldoelman (overleden 2014)
- 14 - Frits van Turenhout, Nederlands programmamaker en zanger (overleden 2004)
- 20 - Ben van Meerendonk, Nederlands fotojournalist (overleden 2008)
- 26 - Piet Zwanenburg, Nederlands schaatscoach (overleden 2004)
- 28 - Gérard Côté, Canadees atleet (overleden 1993)
- 29 - Helen Barbara Kruger, Amerikaans modeontwerpster (overleden 2006)
- 29 - Erich Priebke, Duits oorlogsmisdadiger (overleden 2013)

### augustus
- 1 - Heinz Ellenberg, Duits botanicus (overleden 1997)
- 1 - Hajo Herrmann, Duits militair en advocaat (overleden 2010)
- 2 - Francis Weldon, Brits ruiter (overleden 1993)
- 3 - Jan Dommering, Nederlands voetballer (overleden 1997)
- 4 - Jean Saint-Fort Paillard, Frans ruiter (overleden 1990)
- 10 - Romain Maes, Belgisch wielrenner (overleden 1983)
- 10 - Wolfgang Paul, Duits natuurkundige en Nobelprijswinnaar (overleden 1993)
- 10 - Tine van Waning, Nederlands beeldend kunstenares (overleden 2017)
- 11 - Angus Wilson, Brits schrijver (overleden 1991)
- 12 - Zezé Procópio, Braziliaans voetballer (overleden 1980)
- 13 - Fred Davis, Engels snookerspeler (overleden 1998)
- 16 - Menachem Begin, Israëlisch premier (overleden 1992)
- 17 - Mark Felt, Amerikaans ambtenaar (Deep Throat) (overleden 2008)
- 20 - Roger Sperry, Amerikaans neuropsycholoog en Nobelprijswinnaar (overleden 1994)
- 22 - Bruno Pontecorvo, Italiaans/Sovjet kernfysicus (overleden 1993)
- 26 - Jan Frederik Hartsuiker, Nederlands jurist (overleden 2003)
- 26 - Cees de Lange, Nederlands cabaretier, conferencier en presentator (overleden 1974)
- 26 - Boris Pahor, Sloveens-Italiaans schrijver (overleden 2022)
- 29 - Jan Ekier, Pools pianist en componist (overleden 2014)
- 30 - Richard Stone, Engels econoom (overleden 1991)

### september
- 1 - Bert Haars, Nederlands politica (overleden 1997)
- 2 - Bill Shankly, Schots voetballer en coach (overleden 1981)
- 4 - Victor Kiernan, Brits historicus (overleden 2009)
- 4 - Stanford Moore, Amerikaans biochemicus en Nobelprijswinnaar (overleden 1982)
- 5 - Conny Stuart, Nederlands cabaretière en zangeres (overleden 2010)
- 6 - Leônidas da Silva, Braziliaans voetballer (overleden 2004)
- 6 - Henri Disy, Belgisch waterpolospeler (overleden 1989)
- 7 - Wim van der Grinten, Nederlands rechtsgeleerde en politicus (overleden 1994)
- 8 - Oscar Abendanon, Surinaams jurist (overleden 2008)
- 9 - Bert Garthoff, Nederlands presentator (overleden 1997)
- 12 - Jesse Owens, Amerikaans atleet (overleden 1980)
- 14 - Cor Aalten, Nederlands atlete (overleden 1991)
- 14 - Jacobo Árbenz Guzmán, president van Guatemala (overleden 1971)
- 15 - Henry Brant, Amerikaans componist (overleden 2008)
- 15 - Hans Filbinger, Duits jurist en politicus (overleden 2007)
- 16 - Félicien Marceau, Frans schrijver (overleden 2012)
- 17 - Ata Kandó, Nederlands-Hongaars fotografe (overleden 2017)
- 19 - Elly Weller, Nederlands actrice (overleden 2008)
- 23 - Carl-Henning Pedersen, Deens kunstschilder (overleden 2007)
- 24 - Dirk Hubers, Nederlands keramist en monumentaal kunstenaar (overleden 2003)
- 24 - Herb Jeffries, Amerikaans (jazz)zanger en filmacteur (overleden 2014)
- 25 - Josef Bican, Oostenrijks-Tsjechisch voetballer en trainer (overleden 2001)
- 26 - Hans Knecht, Zwitsers wielrenner (overleden 1986)
- 27 - Albert Ellis, Amerikaans gedragstherapeut (overleden 2007)
- 28 - Alice Marble, Amerikaans tennisster (overleden 1990)
- 29 - Silvio Piola, Italiaans voetballer (overleden 1996)

### oktober
- 1 - Hélio Gracie, Braziliaans vechtsporter (grondlegger van het Braziliaans Jiujitsu) (overleden 2009)
- 3 - Lily Petersen, Nederlands radiopresentatrice (overleden 2004)
- 7 - Simon Carmiggelt, Nederlands journalist en schrijver (overleden 1987)
- 7 - Elizabeth Janeway, Amerikaans schrijfster, critica en feministe (overleden 2005)
- 8 - Haxhi Lleshi, Albanees politicus (overleden 1998)
- 10 - Claude Simon, Frans schtijver (overleden 2015)
- 12 - Nel Lind, Nederlands verzetsstrijdster (overleden 1997)
- 13 - Kees de Groot, Nederlands verzetsstrijder (overleden 1945)
- 14 - Larry Russell, Amerikaans filmcomponist en dirigent (overleden 1954)
- 16 - Kees Manders, Nederlands zanger en cabaretier (overleden 1979)
- 19 - Vinicius de Moraes, Braziliaans dichter, componist, diplomaat en journalist (overleden 1980)
- 21 - Ellen Buckley, Amerikaans militair verpleegkundige (overleden 2003)
- 22 - Robert Capa, Hongaars/Amerikaans oorlogsfotograaf (overleden 1954)
- 27 - Luigi Piotti, Italiaans autocoureur (overleden 1971)
- 28 - Theophile Blankers, Belgisch voetballer (overleden 1998)

### november
- 4 - Gig Young, Amerikaans acteur (overleden 1978)
- 7 - Albert Camus, Frans filosoof en schrijver (overleden 1960)
- 8 - Rudolf Harbig, Duits atleet (overleden 1944)
- 11 - Sun Yun-Suan, Taiwanees politicus (overleden 2006)
- 12 - Teleco, Braziliaans voetballer (overleden 2000)
- 14 - Jan Oradi, Nederlands radiomedewerker (overleden 1994)
- 15 - Riek Schagen, Nederlands actrice en kunstschilderes (overleden 2008)
- 17 - Hugo Mann, Duits ondernemer (overleden 2008)
- 22 - Benjamin Britten, Engels componist (overleden 1976)
- 24 - Gisela Mauermayer, Duits atlete (overleden 1995)
- 28 - Hugo Pos, Surinaams jurist en schrijver (overleden 2000)
- 30 - Bertus Mooi Wilten, Nederlands zwemmer (overleden 1965)

### december
- 3 - Gerhard Scholz-Rothe, Duits componist (overleden 1991)
- 3 - Omer Vanaudenhove, Belgisch politicus (overleden 1994)
- 4 - Robert Adler, Oostenrijks/Amerikaans natuurkundige en uitvinder (overleden 2007)
- 4 - Dolf Cohen, Nederlands historicus, hoogleraar en universiteitsbestuurder (overleden 2004)
- 4 - Mark Robson, Amerikaans regisseur (overleden 1978)
- 7 - Sol Linowitz, Amerikaans advocaat, diplomaat en ondernemer (overleden 2005)
- 7 - Yvonne Verbeeck, Belgisch zangeres en actrice (overleden 2012)
- 8  - Zdeněk Koubek, Tsjecho-Slowaaks atleet (overleden 1986)
- 12 - Ferenc Csik, Hongaars zwemmer (overleden 1945)
- 12 - Rex Easton, Amerikaans autocoureur (overleden 1974)
- 18 - Willy Brandt, Duits bondskanselier (overleden 1992)
- 19 - Kitty ter Braake, Nederlands atlete (overleden 1991)
- 22 - Constancio Bernardo, Filipijns kunstschilder (overleden 2003)
- 27 - Richard Lonsdale, Brits militair (overleden 1988)
- 29 - Eddy Schuyer, Nederlands goochelaar (overleden 1999)

### datum onbekend
- Sylvia Straus, Amerikaans klassiek pianist (overleden 2007)

## Overleden
januari

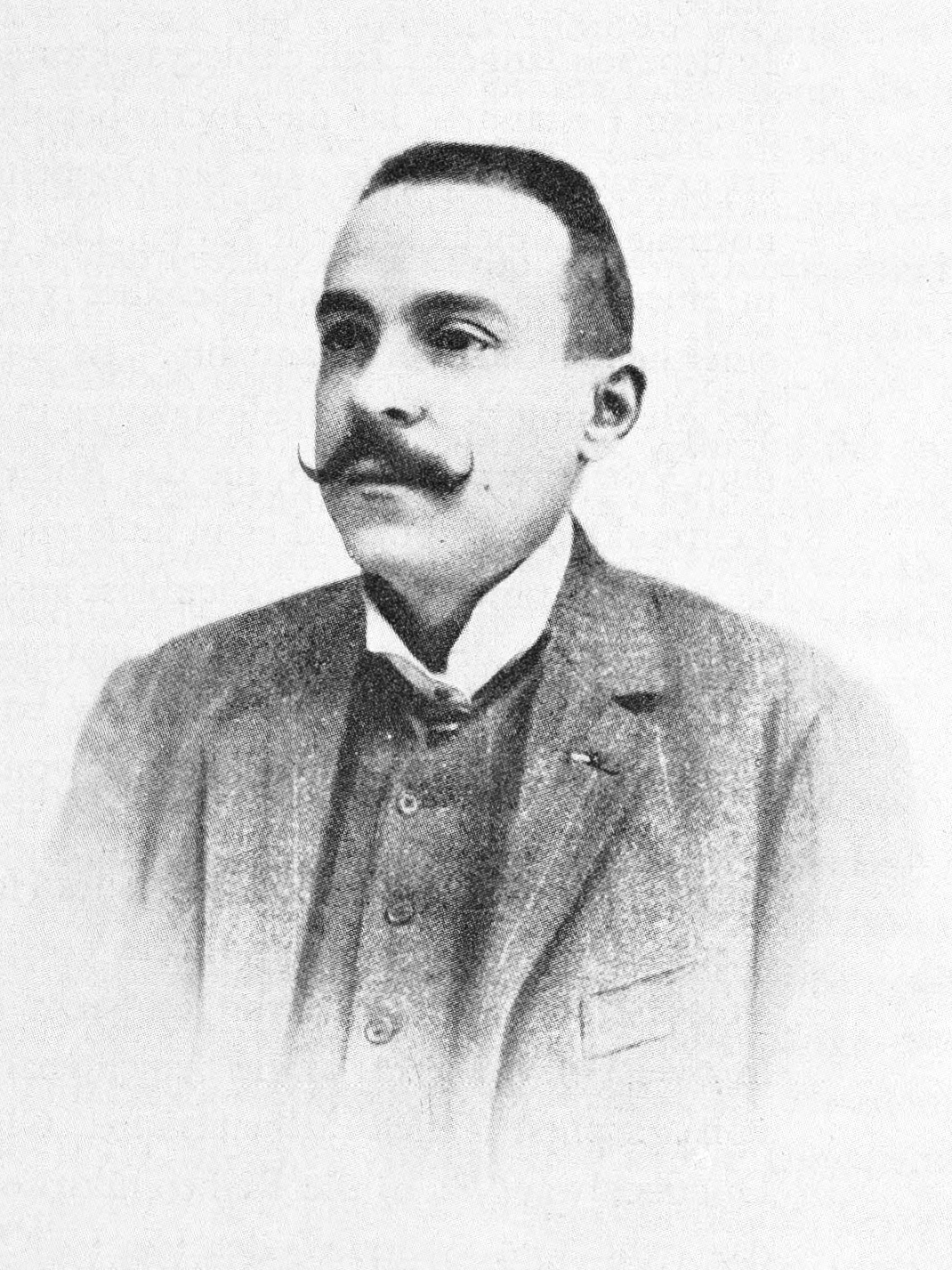
Ruggero Oddi 22 maart

- 2 - Léon Teisserenc de Bort (57), Frans meteoroloog
- 5 - Louis Paul Cailletet (80), Frans natuurkundige en uitvinder
- 20 - José Guadalupe Posada (58), Mexicaans illustrator

februari
- 10 - Konstantinos Tsiklitiras (24), Grieks atleet
- 18 - Gustavo A. Madero (37), Mexicaans politicus
- 22 - Francisco I. Madero (39), Mexicaans politicus (president 1911-1913)
- 22 - José María Pino Suárez (43), Mexicaans politicus

maart
- 1 - Jacobus Johannes Bos (95), Nederlands predikant en geschiedschrijver
- 18 - George I van Griekenland (67), koning van Griekenland (1863-1913)
- 22 - Ruggero Oddi Italiaans fysioloog en anatoom

april
- 7 - Philip H. Diehl (66), Amerikaans technicus en uitvinder

mei
- 10 - M.C. Davies (77), West-Australisch houtproducent en -handelaar
- 16 - Louis Perrier (63), Zwitsers politicus
- 24 - Otto Dumke (26), Duits voetballer

juni
- 2 - Alfred Austin (78), Engels dichter
- 5 - Marie Popelin (66), Belgisch pedagoge en feministe

juli
- 29 - Tobias Asser (75), Nederlands jurist en Nobelprijswinnaar

augustus
- 1 - Lesja Oekrajinka (42), Oekraïens dichteres
- 13 - Hildebrand de Hemptinne (64), Belgisch priester

september
- 5 - Willi Fick (22), Duits voetballer
- 15 - Wilhelm Christiaan Nieuwenhuijzen (65), Nederlands beroepsmilitair en publicist
- 30 - Rudolf Diesel (55), Duits uitvinder

oktober
- 7 - Mikoláš Aleš (60), Tsjechisch kunstenaar
- 7 - Belisario Domínguez (50), Mexicaans medicus en politicus
- 16 - Ralph Rose (28), Amerikaans atleet

november
- 7 - Alfred Russel Wallace (90), Brits bioloog

december
- 10 - Henrique Pereira de Lucena (78), Braziliaans politicus
- 23 - Jules Claretie (73), Frans schrijver, theateracteur en historicus

## Weerextremen in België
- 12 april: 10 cm sneeuw in Ukkel.
- 21 april: Voor Bastogne is dit de laatste vorstdag. Dit is zeer vroeg voor deze streek.
- 30 april: Tornado veroorzaakt schade in de streek van Sars-la-Bruyère (Frameries).
- 17 juni: 83 mm neerslag in 24 uur in Genk.
- 10 juli: Koudste juli-decade van de eeuw: gemiddelde temperatuur 12,4 °C.

Bron: KMI Gegevens Ukkel 1901-2003  met aanvullingen 

## Verder lezen
- Florian Illies, 1913: het laatste gouden jaar van de twintigste eeuw, Uitgeverij Atlas contact, 2013, ISBN 9789045023236